# Roberto Pasini

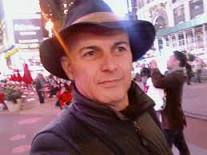
Roberto Pasini a Times Square, durante il ciclo di conferenze newyorkesi del 2009.

Roberto Pasini (Bologna, 18 febbraio 1958) è uno scrittore, critico d'arte e storico dell'arte italiano.

## Biografia
Si forma in Storia dell'arte contemporanea con Renato Barilli e si avvia al mestiere di critico scrivendo sulle pagine culturali di quotidiani nazionali, tra cui il Resto del Carlino e Il Sole 24 Ore, e su riviste specializzate, quali Flash Art, Op. Cit., TerzoOcchio. Insegna dapprima Storia dell'arte presso l'Accademia di Belle Arti di Bologna, quindi Storia dell'arte contemporanea all'Università di Verona, dove rimane fino al 2020.

L'esordio letterario risale al 1979, quando pubblica Spermalinconia, un prosimetro sperimentale in cui si mescolano versi, racconti e pensieri. La scelta avanguardistica prosegue negli anni Ottanta e Novanta con la pubblicazione di racconti e poesie, di cui sono esempi Fumé, Arzigogolo, Ipoesia.

Tra il 2003 e il 2009, dà alle stampe la trilogia dedicata al personaggio di Otrebor. In Otrebor e le lunule (2003), i passaggi evolutivi del protagonista si snodano insieme allo sviluppo di un atteggiamento voyeuristico e all'erotizzazione dei piedi femminili. Otrebor e la guerra del benzene (2005), prendendo spunto da alcuni fatti di cronaca, narra la ribellione di Otrebor contro i motorini che hanno invaso la città di Motogna con le loro emissioni velenose. Nell'ultimo libro della serie (Che cosa dire quando non hai niente da dire. Paradossi di seppia, 2009), il personaggio, ormai maturo e disincantato, si pone come coscienza lucida e infelice di un presente inquieto e imperscrutabile.

Sul versante della poesia, L'ape guardiana (2021), scritta in prima istanza oltre quarant'anni prima rispetto all'anno di pubblicazione, vale come restituzione di un «riflettere sul senso delle cose, sulle ragioni di fondo che ci tengono in vita, sui misteri cosmici o microcosmici dei quali è impossibile dare una spiegazione».

Aspettando Corot (2023) è un divertissement postmoderno dove la narrativa incontra il teatro: sullo sfondo di uno scenario dislocato in più luoghi e in più tempi, personaggi realmente esistiti o esistenti imbastiscono conversazioni per ingannare un'attesa che già sanno inutile.

Il 2024 segna il ritorno alla produzione poetica con Sillabario dell'aracnide spartano, una raccolta in versi che decostruisce e ricostruisce i valori della parola con accurata e divertita metodicità.

Nel 2025, il composito popolo del Breviario della formica lenta si spende in raffigurazioni immediate di istinti ragionati e azioni irriflesse dando voce a fenomenologie psichiche allucinate e allucinatorie. Da un racconto all’altro, l’esercizio di una consapevolezza scettica e solo imperfetta si conferma l'unico strumento di riscatto contro le sensualità invadenti della vita e la brutalità dirompente dei suoi fatti.

## Argomenti, tematiche e ambiti di studio
Tra i primi lavori di critica, va segnalata la monografia dedicata a Giorgio Morandi (1989), tesa a mostrare l'inquietudine che sottende l'opera dall'Artista. Un altro tema di ricerca è la corrente dell'arte informale: la presentazione del concetto di "informe" de L'informe nell'arte contemporanea del 1989 prosegue ne L'Informale. Stati Uniti Europa Italia (1995), un testo che descrive il movimento nelle sue molteplici manifestazioni. Oggetto di interesse sono inoltre le tematiche del corpo e il rapporto fra arte e libertà, trattati in Forme del '900. Occhio Corpo Libertà (2005). Nel corso di varie indagini storico-artistiche, si occupa di diverse personalità artistiche del XIX e XX secolo, ad esempio Turner, Monet, Degas, Cézanne, Boccioni, Picasso, Giacometti, Moore, Mirò, Manzoni, Klein, Gilbert & George, Ontani, Morimura. In particolare, approfondisce l'opera di Warhol e di Romiti.
I principi concettuali e metodologici che istituiscono l'esercizio della critica, già delineati in Riflessioni sulla critica della critica (1981) e in Paradigma della critica d'arte (1989), trovano esplicitazione in Teoria generale dell'immagine (2012).  In La dispensa di Suzanne. Miti, errori e false credenze nell'arte contemporanea (2013), vengono presi in esame i vari criteri adottabili per leggere l'arte, la sua storia e le sue personalità, nonché per determinarne il valore, incluso quello economico. Con Fare e non fare. Arte Cultura Società del 2014, l'analisi si muove tra Oriente e Occidente.
In occasione della mostra Anniottanta tenutasi nel 1985 in diverse città emiliane, si occupa della sezione del Citazionismo presso la Galleria d'arte moderna del capoluogo felsineo. Per l'edizione del 1997 della Triennale di Bologna, invece, ricopre ufficio di direttore artistico e, in Linee della ricerca artistica 1965-1995. Bologna, ripercorre trent'anni di forme e fisionomie creative. Sempre nel 1997, gli viene affidata la rassegna sull'Informale che si svolge a Parma e a Hong Kong, per la quale firma L'informale italiano. Pittura di segno e di materia negli anni Cinquanta.

Tra le personali presentate in musei e gallerie private in Italia e all'estero figurano quelle di Sutherland, Jones, Raccagni, Bendini, Vacchi, Romiti, G. Ferrari, Baj, Crippa, Cotani, De Alexandris, W. Valentini, Patrone, Pitschen, Benuzzi, Zucchini. Inoltre, collabora alla realizzazione di antologiche su Fautrier, Escher, Ligabue, Zavattini.

Relatore presso il Museum of Modern Art di New York, l'Ermitage di San Pietroburgo, il Museo Puškin di Mosca, la Tate Modern di Londra, il Museo d'Orsay  di Parigi, il Museo del Prado  di Madrid e la Fondazione Mirò  di Barcellona, è tra gli autori della Enciclopedia Treccani dell'Arte Contemporanea, progetto compiutosi nel 2021.

## Pubblicazioni

### Narrativa
- Otrebor e le lunule, Udine, Campanotto, 2003, ISBN 978-88-456-0532-1.
- Otrebor e la guerra del benzene, Bologna, Pendragon, 2005, ISBN 978-88-834-2424-3.
- Che cosa dire quando non hai niente da dire. Paradossi di seppia, Bologna, Pendragon, 2009, ISBN 978-88-834-2575-2.
- Aspettando Corot, Lecce, Manni, 2023, ISBN 978-88-361-7244-3.
- Breviario della formica lenta, Lecce, Manni, 2025, ISBN 978-88-3617-383-9.

### Poesia
- Spermalinconia, Brescia, Bonometti, 1979.
- L'ape guardiana, Lecce, Manni, 2021, ISBN 978-88-361-7144-6.
- Sillabario dell'aracnide spartano, Lecce, Manni, 2024, ISBN 978-88-361-7315-0.

### Saggistica (principali)
- Morandi, Bologna, CLUEB, 1989, ISBN 978-88-491-0383-0.
- L'informe nell'arte contemporanea, Milano, Mursia, 1989, ISBN 978-88-425-0346-0.
- L'Informale. Stati Uniti Europa Italia, Bologna, CLUEB, 1995, ISBN 88-8091-081-7.
- Cento segni di solitudine. Dal Romanticismo al Postmoderno, Bologna, CLUEB, 1999, ISBN 88-491-1286-6.
- Adriano Pitschen. La forma, la proliferazione, il vuoto, Bologna, Pendragon, 2003, ISBN 978-88-8342-204-1.
- Forme del '900. Occhio Corpo Libertà, Bologna, Pendragon, 2005, ISBN 88-8342-325-9.
- Warhol e Romiti. Un confronto assurdo, Bologna, Pendragon, 2008, ISBN 978-88-8342-684-1.
- Teoria generale dell'immagine, Milano, Mursia, 2012, ISBN 978-88-425-5074-7.
- La dispensa di Suzanne. Miti, errori e false credenze nell'arte contemporanea, Milano, Mursia, 2013, ISBN 978-88-425-5326-7.
- Fare e non fare. Arte Cultura Società, Milano, Mursia, 2014, ISBN 978-88-425-5567-4.

### Cataloghi (principali)
- Anniottanta, Milano, Mazzotta, 1985, ISBN 978-88-202-0628-4 (testo critico).
- Ligabue, Milano, Mazzotta, 1985, ISBN 88-202-0677-3 (testo critico).
- Linee della ricerca artistica 1965-1995. Bologna, Bologna, Grafis, 1997, ISBN 88-80-81086-3 (curatela).
- Paolo Cotani, Milano, Mazzotta, 1991, ISBN 88-202-0979-9 (curatela).
- Carlo Patrone. La mappa segreta della materia, Milano, Mazzotta, 1991, ISBN 88-202-1003-7 (monografia).
- Andrea Raccagni, Milano, Mazzotta, 1993, ISBN 978-88-202-1071-7 (curatela).
- L'Informale italiano. Pittura di segno e di materia negli anni Cinquanta, Parma, Galleria D'Arte Niccoli, 1997, ISBN 978-88-491-1019-7 (curatela).
- Vasco Bendini, Milano, Arte 92, 1997 (curatela).
- Arte italiana. Ultimi quarant'anni. Pittura aniconica, Milano, Skira, 1999, ISBN 978-88-811-8441-5 (testo critico).
- Da Pollock a Schumacher, Stoccarda-Berlino, Hatje Cantz Verlag, 1999, ISBN 3-89-322-689-3 (testo critico).
- Figure del '900. Oltre l'Accademia, Bologna, LaLit edizioni d'arte, 2001 (testo critico).
- Jean Fautrier e l'Informale in Europa, Milano, Mazzotta, 2002, ISBN 978-88-202-1571-2 (testo critico).